# Nußdorf
Nußdorf è un comune tedesco di 2 417 abitanti, situato nel land della Baviera.